# Главное архивное управление города Москвы
Главное архивное управление города Москвы (Главархив Москвы) является функциональным органом исполнительной власти города Москвы, реализующим государственную политику в сфере архивного дела, охраны и использования историко-документального наследия, осуществляющим функции по предоставлению государственных услуг, государственному контролю в сфере архивного дела.

## История
- 1962—1977 — Архивный отдел Мосгорисполкома (АО Мосгорисполкома)
- 1977—1988 — Архивное управление Мосгорисполкома (АУ Мосгорисполкома)
- 1988—2003 — Московское городское объединение архивов (Мосгорархив)
- 2003—н.в. — Главное архивное управление города Москвы (Главархив Москвы)

Самостоятельная архивная администрация в г. Москве впервые появилась в 1962 г., когда было принято решение о создании архивного отдела в составе Мосгорисполкома. До этого времени управление архивной отраслью в Москве и Московской области осуществляло единое областное архивное управление. В системе архивного отдела Мосгорисполкома был создан первый московский городской архив — Центральный государственный архив города Москвы (ЦГА г. Москвы). Сюда были переданы документы советской эпохи из Центрального государственного архива Московской области (ЦГАМО). Решением Мосгорисполкома архивный отдел с 1976 г. был преобразован в управление, а на базе ЦГА г. Москвы было создано три самостоятельных центральных архива: Центральный государственный архив Октябрьской революции и социалистического строительства г. Москвы (ЦГАОРСС г. Москвы), Центральный государственный исторический архив г. Москвы (ЦГИА г. Москвы) и Центральный государственный архив кинофотофонодокументов г. Москвы (ЦГАКФФД г. Москвы).
Определенным рубежом в развитии архивного дела столицы стал 1988 г., когда в соответствии с решением исполкома Моссовета от 15.11.1988 на базе архивного управления Мосгорисполкома было создано Московское городское объединение архивов (Мосгорархив) при исполкоме (затем — Мэрии Москвы). Все три городских архива были размещены в новом здании. После того, как в 1991 г. архивы КПСС перешли в подчинение Роскомархива, к Мосгорархиву был присоединен четвертый архив — Московский партийный архив, который получил название Центрального государственного архива общественных движений г. Москвы (ЦГАОД г. Москвы), оставшись в прежнем здании на Международной. В 1992 г. сюда был переведен ЦГАКФФД г. Москвы, который в 1993 г. был переименован в Центральный московский архив документов на специальных носителях (ЦМАДСН).
Распоряжениями мэра Москвы от 14.12.92 и 31.05.93 на базе фондов, имевшихся в этих архивах, в самостоятельные хранилища, находящиеся в подчинении Мосгорархива, были выделены: Центральный архив научно-технической документации Москвы (ЦАНТДМ), Центральный архив литературы и искусства Москвы (ЦАЛИМ) и Центральный архив документальных коллекций Москвы (ЦАДКМ). В ЦАДКМ концентрируются личные фонды — в основном, советского периода; в частности, туда были переданы такие фонды из ЦГАОРСС. Тогда же были переименованы: ЦГАОРСС г. Москвы — в Центральный муниципальный архив Москвы (ЦМАМ), ЦГАОД г. Москвы — в Центральный архив общественных движений Москвы (ЦАОДМ), ЦГИА г. Москвы — в Центральный исторический архив Москвы (ЦИАМ).
Кроме того, в 1992 г. в структуре Мосгорархива были созданы: Лаборатория микрофильмирования и реставрации документов, Центр комплектования архивного фонда и работы с ведомственными архивами, Информационный центр, Центр научного использования и публикации архивного фонда, а также издательство объединения «Мосгорархив».
С 1993 г. научно-техническая документация из московских учреждений, хранившаяся в ЦМАМ, передается на хранение во вновь образованный Центральный архив научно-технической документации Москвы (ЦАНТДМ), фонды многих учреждений культуры, искусства и литературы — в ЦАЛИМ, а фонды и коллекции личного происхождения — в ЦАДКМ.
Для обеспечения сохранности документов по личному составу ликвидированных организаций по инициативе «Мосгорархива» было принято постановление Правительства Москвы от 01.02.2000 № 81 «О создании архивов административных округов». В целях реализации этого документа велась работа с префектурами, органами по управлению муниципальным имуществом в округах Москвы. В результате были созданы архивные отделы по административным округам г. Москвы для организации работы с документами по л/с ликвидированных организаций. Позднее при архивных отделах были созданы архивы кадровой документации (АКД), что увеличило возможности обеспечения сохранности документов по л/с.
В апреле 2002 г. был создан Центральный архив документов на электронных носителях Москвы (ЦАДЭНМ). ЦМАДСН был переименован в Центральный архив аудиовизуальных документов Москвы (ЦААДМ).
В соответствии с постановлением Правительства Москвы от 21 января 2003 года № 18-ПП «О структуре органов исполнительной власти города Москвы» Мосгорархив был преобразован в Главное архивное управление города Москвы (Главархив Москвы). В состав Главархива Москвы дополнительно вошли объединенные архивы торговли, общественного питания и бытового обслуживания населения, ранее находившиеся в подчинении Департамента потребительского рынка и услуг; новое подразделение получило название Архив кадровой документации организаций потребительского рынка и услуг.
В том же году ЦАДКМ был переименован в Центральный московский архив-музей личных собраний (ЦМАМЛС). В январе 2005 года, согласно постановлению Правительства Москвы от 18.01.2005 27-ПП «О мерах по совершенствованию архивного дела и улучшению сохранности архивных документов в городе Москве», в структуре Главархива Москвы произошел ряд изменений. Центральный муниципальный архив Москвы был переименован в Центральный архив города Москвы (ЦАГМ), Центральный архив общественных движений Москвы — в Центральный архив общественно-политической истории Москвы (ЦАОПИМ). Центральный архив литературы и искусства Москвы был упразднен, документы и функции были распределены между ЦАГМ и ЦАОПИМ.
В начале 2005 г. был принят в эксплуатацию новый 7-этажный Лабораторно-информационный корпус (ул. Профсоюзная, д. 80, корп. 2), в котором находится Центр микрографии и реставрации документов. В октябре 2006 г. введено в строй 22-этажное здание для хранения документов (ул. Профсоюзная, д. 82, корп. 1); с начала 2007 г. в этом здании размещаются ЦАНТДМ и ЦМАМЛС.
В начале 2008 г. во исполнение постановления Правительства Москвы от 25.12.2007 № 1123-ПП «О реализации приоритетных направлений развития архивного дела в городе Москве» и в соответствии с приказом начальника Главархива Москвы на базе ЦАДЭНМ и ЦААДМ создается Центральный архив электронных и аудиовизуальных документов Москвы (ЦАЭ и АДМ). Кроме того, на базе архивов кадровой документации был создан Центральный архив документов о трудовой деятельности граждан города Москвы, а архивы кадровой документации были преобразованы в отделы кадровой документации и введены в его состав.
В 2013 г. в соответствии с распоряжением Правительства Москвы от 19 декабря 2012 г. N 798-РП «О создании государственных бюджетных учреждений города Москвы в сфере архивного дела» на базе существовавших в структуре Главархива Москвы городских архивов и специализированных центров были образованы Государственное бюджетное учреждение города Москвы «Центральный государственный архив города Москвы» (ГБУ «ЦГА Москвы») и Государственное бюджетное учреждение города Москвы «Центральный государственный архив трудовых отношений города Москвы» (ГБУ «ЦГАТО Москвы»).
В соответствии с распоряжением Правительства Москвы от 9 июня 2015 г. № 314-РП "Об изменении ведомственного подчинения Государственного казённого учреждения города Москвы Центрального объединенного архива учреждений системы образования в систему архивных учреждений города Москвы, находящихся в ведении Главархива Москвы, включено Государственное казённое учреждение города Москвы Центральный объединенный архив учреждений системы образования (ГКУ ЦОА УСО).
В соответствии с распоряжением Правительства Москвы от 20 октября 2015 г. № 608-РП в систему архивных учреждений города Москвы, находящихся в ведении Главархива Москвы, включены Государственное казённое учреждение города Москвы «Объединенный архив жилищно-коммунального хозяйства и благоустройства города Москвы» (ГКУ «Объединенный архив ЖКХиБ») и Государственное казённое учреждение города Москвы «Центральный объединенный архив системы здравоохранения города Москвы» (ГКУ «ЦОАСЗ города Москвы»).

## Миссия архивов Москвы
- сохранить непрерывность в развитии общества, сберечь историческую память жителей столицы и всей страны, обеспечить возможность написания достоверной отечественной истории, противостоять попыткам фальсификации и искажения исторической правды, организовать использование документов в интересах человека и общества.
- сделать хранящиеся в архивах Москвы документы максимально доступными для любого человека, популяризировать историческое прошлое через документальные выставки, публикации архивных источников и исторические исследования, читальные залы, исполнение запросов, сеть Интернет
- обеспечить документальное подтверждение социальных прав граждан, получение необходимых архивных справок в максимально доступной и удобной для жителей Москвы форме.

### Пути достижения:
- Широкое внедрение информационных технологий в работу архивов: оцифровка документов и создание электронных архивов; разработка автоматизированных справочно-поисковых средств по архивным фондам; публикация архивных справочников и документов в сети Интернет; организация приема запросов через Портал государственных услуг, Многофункциональные центры, использование Электронной приемной, внедрение автоматизированных технологий в работу архивистов по обслуживанию жителей Москвы в режиме «одного окна», учету и регистрации документов и запросов.
- Рассекречивание документов архивов, активизация работы комиссии по рассекречиванию архивных документов, публикация рассекреченных документов.
- Поиск, выявление, собирание и обеспечение безопасности хранения значимых и ценных документов, составляющих Архивный фонд Москвы.
- Контроль сохранности документов в государственных архивах, в организациях — источниках комплектования архивов города Москвы, личных документов и архивных коллекций, имеющих историческое и культурное значение, а также документов о трудовой деятельности граждан при ликвидации организаций всех форм собственности в городе Москве — для подтверждения социальных гарантий москвичей.

## Организационная структура Главархива Москвы
- Начальник Главного архивного управления города Москвы
- Первый заместитель начальника Главархива Москвы
- Заместитель начальника Главархива Москвы
  - Начальник управления организации работы и обеспечения деятельности
  - Начальник контрольно-аналитического управления
  - Начальник первого отдела Главархива Москвы
  - Начальник отдела государственного надзора и контроля в сфере архивного дела
  - Начальник отдела финансово-экономической работы и организации закупок

## Подведомственные учреждения Главархива Москвы
- Государственное казённое учреждение города Москвы «Объединенная дирекция по обеспечению деятельности государственных архивных учреждений города Москвы» (ГКУ «Объединенная дирекция»)
- Государственное бюджетное учреждение города Москвы «Центральный государственный архив города Москвы» (ГБУ «ЦГА Москвы»)[1]
- Государственное бюджетное учреждение города Москвы «Центральный государственный архив трудовых отношений города Москвы» (ГБУ «ЦГАТО Москвы»)[2]
- Государственное казённое учреждение города Москвы «Центральный объединенный архив города Москвы» (ГКУ «ЦОА Москвы»)
- Государственное казённое учреждение города Москвы «Центральный архив медицинских документов города Москвы» (ГКУ «ЦАМД Москвы»)

## Труды и проекты Главархива Москвы

### Некоторые издания Главархива Москвы
- Астраханцев В.В., Иноземцева З.П. Видеоархив - память России. Сборник  материалов московских научно-практических конференций. Сб. М.: Главархив, 2010. Тираж — 1000 экз.  ISBN 978-5-7228-0188-3
- Воробьева Ю. С. Николай Гучков — московский городской голова. М.: Главархив, 2004. Тираж — 1000 экз. ISBN 5-7228-0125-9
- Дутлова Е. Ю., Никонов П. Н. Земля города Москвы. М.:Главархив. М.: Главархив, 2007. Тираж — 3000 экз. ISBN 978-5-7228-0161-6
- Маршал Жуков: Москва в жизни и судьбе полководца. М.: Главархив, 2005. — Тираж 3000 экз.
- Москва военная. М.: Главрахив, 2005. Тираж — 5000 экз.
- Москва послевоенная. М.: Главархив, 2000. Тираж — 3000 экз.
- Москва прифронтовая. М.: Главархив, 2006. Тираж — 3500 экз.
- Пархоменко Т. А. Художник И. К. Пархоменко в лабиринте русской культуры.
- Пономарев А. Н. Александр Щербаков: Страницы биографии. М.: Главархив, 2004.
- Поткина И. В. На Олимпе делового успеха: Никольская мануфактура Морозовых, 1797—1917. М.: Главархив, 2004.
- Потресов В. А. Арбат нашего детства
- Православная Москва в 1917—1921 годах. М.: Главархив, 2004.
- Православная Москва в 1921—1923 годах. М.: Главархив,
- Смерш: Исторические очерки и архивные документы. М.: Главархив, Московские учебники и Картолитография, 2003.Тираж 4000 экз. ISBN 5-7228-0119-4
- Щербаков А. Песнь страды боевой. М. Главархив, 2007. Тираж — 1000 экз. ISBN 5-7228-0155-0
- Малышева Г. Е. СИ ЖБАНКОВ-ДИРЕКТОР ЦЕНТРАЛЬНОГО ГОСУДАРСТВЕННОГО АРХИВА КИНО-ФОТО-ФОНОДОКУМЕНТОВ СССР (1936-1953 гг.) //Вестник архивиста. – 2006. – №. 4-5. – С. 430-435.

### Видео- и аудиопроекты Главархива Москвы
- «Голоса минувшего века». «ОЧЕВИДЦЫ». Серия «Москвичи вспоминают», выпуск 2. M.: Главархив, 2014.
- «Голоса минувшего века». «Я РАССКАЖУ ВАМ, КАК БЫЛО…». Серия «Москвичи вспоминают», выпуск 1
- «Голоса минувшего века. Рассказывает Алексей Иванович Кирилин» (диск второй). М.: Главархив, 2011.
- Компакт-диск «НЕЗАБЫВАЕМОЕ. 1941—1945». M.: Главархив, 2005.
- «Война глазами музыканта». К 105-летию А. Н. Цфасмана (брошюра и аудиодиск). M.: Главархив,2011.
- «Голоса минувшего века. Рассказывает Алексей Иванович Кирилин». M.: Главархив, 2011.
- Песни страды боевой. Архивные записи 1930—1940-х годов. Диск в формате MPEG-4 с приложением одноимённой брошюры А. Щербакова. М.:Главархив, 2007.
- «ОДНАЖДЫ»: Избранные страницы звукового исторического календаря
- Документальный фильм «Я был счастлив…». M.: Главархив, 2008.
- Историко-документальный фильм «Народная война»
- К 65-летнему юбилею Московской битвы: компакт-диск «НЕЗАБЫВАЕМОЕ. 1941». M.: Главархив, 2006.
- Компакт-диск «НЕЗАБЫВАЕМОЕ. 1942». M.: Главархив, 2007.
- Компакт-диск «НЕЗАБЫВАЕМОЕ. 1943». M.: Главархив, 2008.
- Компакт-диск «НЕЗАБЫВАЕМОЕ. 1944». M.: Главархив, 2009.
- Компакт-диск «НЕЗАБЫВАЕМОЕ. 1945». M.: Главархив, 2010.
- Москва в годы Великой Отечественной войны 1941—1945 (мультимедийное издание).
- Юго-Восточный административный округ: Вчера, сегодня, завтра.

### Интернет-проект «Лабиринты московских архивов»
- «К 70-летию Великой Победы. Москва военная (1941—1945). День за днём». Это первый из разделов интернет-проекта «Лабиринты московских архивов». Главной его задачей является знакомство самого широкого круга пользователей с московскими архивами, всегда актуальный и живой «разговор» об истории города и жизни горожан; это хронологический свод наиболее важных событий, происходивших в советской столице, на фронте и в тылу в годы войны, с самого первого её дня — 22 июня 1941 года. В рубрику вошли материалы центральных и московских газет, сводки Совинформбюро, а также опубликованные ранее Главархивом Москвы архивные документы (из сборников Москва военная. 1941—1945. Мемуары и архивные документы. — М., 1995; Москва прифронтовая. 1941—1942. Архивные документы и материалы. — М., 2001 и др. Электронные версии этих книг также планируется опубликовать в рамках данного интернет-проекта). Также в хронике широко использованы постановления, решения, распоряжения Мосгорисполкома из фондов Центра хранения документов после 1917 года Центрального государственного архива города Москвы, выявленные для готовящейся к печати книги «Москва в годы Великой Отечественной войны: аннотированный указатель документов Мосгорисполкома (июнь 1941 г. — июнь 1945 г.)» (авт.-сост. В. Ю. Коровайников), а также различные аудио- и видеоматериалы, подготовленные, прежде всего, сотрудником Главархива Москвы Н. Д. Курносовым.
- Электронная версия книги А. Н. Пономарева «Битва за Москву. Без ложных мифов». Победа под Москвой, в результате которой рухнул немецкий план «Барбаросса» и было положено начало коренному повороту в ходе Великой Отечественной войны, получила широкое освещение в исторической литературе. Но за последние годы появилось и немало публикаций, авторы которых уделяют основное внимание негативным моментам Московской битвы — а их было немало, — ставя под сомнение громадное значение разгрома лучших сил германского вермахта на полях Подмосковья. О современных лжемифах, искажающих правду о великой победе под Москвой, и идет речь в этой книге.
- Тематическая подборка архивных документов, приуроченная к 27 января — дню полного освобождения Ленинграда от фашистской блокады. Документы рассказывают о жизни блокадного Ленинграда, деятельности ленинградских партизанских бригад, действовавших в тылу группы армий «Север», боевых действиях войск Волховского и Ленинградского фронтов, Балтийского флота.
- «Зоя Космодемьянская: Документы и материалы». В библиотеке проекта представлена электронная версия книги, вышедшей в серии «Москвичи-герои» и посвященной судьбе и подвигу москвички, Героя Советского Союза Зои Космодемьянской (1923—1941). Эта книга рассказывает об истории рода Космодемьянских-Чуриковых, о детстве и юности героини, о её подвиге. Немало страниц издания посвящено брату Зои — Герою Советского Союза Александру Космодемьянскому. Многие документы публикуются впервые.
- Дополнение к документальному проекту «К 70-летию Великой Победы. Москва военная (1941—1945): День за днём». Это — документальный рассказ о постепенном переходе столицы к мирным будням, о восстановлении городского хозяйства, о трудовых буднях москвичей, об атмосфере всеобщего ликования в день Победы, 9 мая 1945 года.